# Buco i Srđan
Buco i Srđan su hrvatski pop rock glazbenici iz Dubrovnika. Ovaj popularni dvojac djelovao je sedamdesetih i osamdesetih godina prošlog stoljeća, a osnovali su ga Ljubomir Buco Pende i Srđan Gjivoje.
Pende i Gjivoje počeli su s djelovanjem početkom 70-ih godina prošlog stoljeća kao akustični duet usredotočen uglavnom na šansone. U drugoj polovici desetljeća glazbeni trendovi nisu im odgovarali pa polako smanjuju aktivnost. Početkom devedesetih godina obojica su napustili Dubrovnik, Buco je otišao u Njemačku, a Srđan u Ameriku.

## Diskografija

### Singlovi
- „Elegija” / „Nina-na (uspavanka)” (1973.)
- „Dobro jutro, Margareta” / „Lula starog kapetana” (1973.)
- „Povratak” / „Zbog jedne divne crne žene” (1973.)
- „Balada o mladiću i ruži” / „Bez nje” (1974.)
- „Ako ove noći” / „Rastanak” (1974.)
- „Dugo u noć, u zimsku bijelu noć” / „Kad pjesma zrikavaca zamre” (1974.)
- „Najljepša ruža” / „Gdje si ljubavi moja” (1975.)
- „Tražim te, trebam te” / „Petrunjela” (1978.)
- „Razgovara zemlja stara” / „Zvala se Ksenija” (1978.)

### Studijski albumi
- Veče je naš prijatelj (1974.)
- Buco i Srđan (1976.)
- Ljeto u gradu (1981.)